# Maxey Castle
Maxey Castle ist eine Burgruine beim Dorf Maxey in der englischen Grafschaft Cambridgeshire.

## Details
Das mittelalterliche, befestigte Herrenhaus ließ William Thorpe in den 1370er-Jahren in der Nähe des Dorfes errichten. Die Burg war von einem doppelten Graben umgeben, der möglicherweise als Sicherheit gegen Fluten gedacht war. Es gab einen zentralen Donjon innerhalb der Mauern der Kernburg, die mit Ecktürmen versehen waren.
Heute finden sich nur noch Überreste von Teilen des Burggrabens, die als Scheduled Monument gelten.